# Никола Добрев (индустриалец)
Никола Добрев е български бизнесмен.
Роден е на 14 октомври 1942 г. в Асеновград. От 1985 до 2004 г. е директор на Комбината за цветни метали (КЦМ) в Пловдив. От април 2004 г. е главен изпълнителен директор на компанията „КЦМ 2000“ АД. Член е на Съвета на директорите на Международната цинкова асоциация (МЦА) и на Комисията по информация, образование и имидж към IZA.
Носител е на редица отличия – златна значка на ФНТС, „Бизнесмен на Пловдив и региона“ за 2000 г., награда „Мениджър на 2005“, награда на БТПП за заслуги в развитието на икономиката за 2006 г., награда „Пловдив“ за 2001, 2007 и 2008 г. за меценатство.
През 2008 г. му е присъдено и званието „Почетен гражданин на Пловдив“.